# 68-й армейский корпус (вермахт)
68-й армейский корпус (нем. LXVIII. Armeekorps), сформирован 9 апреля 1943 года.

## Боевой путь
В 1943 году — дислоцировался в Греции.
В 1944 году — отведён из Греции в Сербию, затем в Венгрию.
В 1945 году — бои в Венгрии, отступление в Австрию.

## Состав корпуса
В июле 1943:
- 1-я танковая дивизия
- 117-я лёгкая пехотная дивизия

В ноябре 1943:
- 117-я лёгкая пехотная дивизия
- 11-я полевая дивизия

В ноябре 1944:
- 44-я райхсгренадерская дивизия «Хох- унд Дойчмайстер»
- 117-я пехотная дивизия
- 1-я горнопехотная дивизия
- 13-я горнопехотная дивизия СС «Ханджар» (1-я хорватская)
- 31-я добровольческая пехотная дивизия СС

В феврале 1945:
- 71-я пехотная дивизия
- 13-я горнопехотная дивизия СС «Ханджар» (1-я хорватская)

## Командующие корпусом
- С 9 апреля 1943 — генерал авиации Хельмут Фельми
- С 1 декабря 1944 — генерал пехоты Фридрих-Вильгельм Мюллер
- С 29 января 1945 — генерал горных войск Рудольф Конрад